# Gregory Horror Show
Gregory Horror Show (En español el Espectáculo de horror de Gregory), conocido como Gregory Horror Show: Soul Collector en Japón, es un videojuego de terror, basado en la serie anime CGI  del mismo nombre. El juego fue publicado por Capcom en Japón y Europa, pero no fue lanzado en América del Norte. Los jugadores se encuentran perdidos en un bosque y se ven obligados a buscar refugio en un hotel amenazante dirigido por Gregory, un espeluznante ratón antropomorfo. Para escapar del hotel, los jugadores deben recuperar un alma en un frasco de cada uno de los extraños habitantes del hotel y devolverlos a la Muerte. 

## Modo de Juego
Los jugadores deben explorar el hotel, recuperando las almas embotelladas que llevan los huéspedes. Neko Zombi, un gato con un cuerpo lleno de puntadas que está prisionero en su habitación, le explica a los jugadores los controles básicos y los métodos para espiar a los huéspedes y arrebatarles sus almas. Espiar a través de las cerraduras permite a los jugadores hacerse con información útil sobre los huéspedes, así como reconocer el terreno antes de zambullirse de lleno en una habitación y encararse con un huésped.
Mientras un huésped posea un alma, por lo general huirá del jugador en cuanto lo vea. Una vez que el jugador ha recuperado un alma de manos de un huésped concreto, este ya no huirá, sino que le perseguirá y atacará para recuperarla si es que aun la tiene en sus manos. Todos los invitados pueden correr más rápido que el jugador, por lo que el sigilo es un importante elemento en la jugabilidad. Es posible esconderse en armarios, pero solo en el caso de que se haya perdido de vista a un huésped que persiga al jugador.
Conforme avanza el juego y se colectan almas, se registrarán más huéspedes en el hotel y se podrán explorar nuevas zonas y habitaciones. Además, los huéspedes que ya hayan perdido sus almas vagarán por los pasillos buscando al jugador, por lo que cada vez será más complicado moverse sin ser visto.

## Recepción
El juego recibió críticas positivas, con una puntuación media en Metacritic de 73 de 100.